# 革命勘文
革命勘文（かくめいかんもん）は、干支が辛酉である年に発生すると信じられていた革命を克服するために、日本の大和朝廷より大学寮の諸博士に対して、改元の是非を勘申させた意見書（勘文）である。後には甲子の年にも行われた。

## 概要
干支が辛酉である年は、讖緯説及び暦道で重視され、中国の『易経』の革卦ではこれは革命の年であるとされた。すなわち「天命の革（かわ）る時で、社会に大きな変化が現れる時である」と説かれた。

### 日本
日本において、昌泰4年（901年）は辛酉の年で、三善清行は2月22日（3月15日）に『紀伝勘文』を上書し、改元によって天道に応じ得る証拠4箇条を列挙し、改元のあるべきことを論述した。
この中で三善は『易緯』に「辛酉為二革命一、甲子為二革令一」（一、二は返り点）とあり、『詩緯』に「戊午革運、辛酉革命、甲子革令」とあるのを引用した。
この建議によって、この年7月15日（8月31日）、「延喜」と改元された。これを機に、大和朝廷は辛酉の年に紀伝道、更に明経道や算道、陰陽道の諸博士に対して改元の是非を勘文として提出させた。更に後世には辛酉に次ぐ革命の年とされた甲子の年にも勘文が行われた。
文久までの辛酉の年の中で、戦国時代は、皇室が衰微して改元の儀式を挙行し得なかった永禄4年（1561年）と江戸幕府が讖緯説に否定的な朱子学を奉じる立場から改元に介入した元和7年（1621年）の場合のただ2度の異例を除けば、
- 961年（天徳 - 応和）
- 1021年（寛仁 - 治安）
- 1081年（承暦 - 永保）
- 1141年（保延 - 永治）
- 1201年（正治 - 建仁）
- 1261年（文応 - 弘長）
- 1321年（元応 - 元亨）
- 1381年（（南朝）天授 - 弘和 、（北朝）康暦 - 永徳）
- 1441年（永享 - 嘉吉）
- 1501年（明応 - 文亀）
- 1681年（延宝 - 天和）
- 1741年（元文 - 寛保）
- 1801年（寛政 - 享和）
- 1861年（万延 - 文久）

と、改元が行われた。
明治維新の後はこの慣例は廃された。

## 神武天皇即位紀元について
三善清行は革命勘文の中で神武天皇の即位が辛酉の年であったことにも言及しているが、この年は周の僖王の3年に当たるとし、斉の桓公が初めて覇者になった年だと述べている。これは現代の歴史学では紀元前679年に当たり、神武天皇即位紀元とは19年の差があるが、当時の計算を示す史料として注目される。